# جيف روزنتال
جيف روزنتال هو إحصائي كندي، ولد في 13 أكتوبر 1967 في سكاربورو، تورنتو في كندا.